# FC Energie Cottbus
FC Energie Cottbus (tiếng Hạ Sorb: Energija Chóśebuz) là một câu lạc bộ bóng đá Đức có trụ sở tại Cottbus, Brandenburg. Nó được thành lập vào năm 1963 với tên SC Cottbus ở Đông Đức. Sau khi thống nhất nước Đức, Energie đã chơi sáu mùa trong giải hạng ba của hệ thống giải đấu bóng đá Đức trước khi qua lại giữa giải 2.Bundesliga và Bundesliga trong 17 năm từ 1997 đến 2014. Từ năm 2014 đến 2016, câu lạc bộ đã chơi ở giải hạng ba (3. Liga), và sau đó bị rớt xuống Rigionalliga Nordost. Năm 2018, họ đã được thăng hạng trở lại vào 3. Liga và lại xuống hạng một lần nữa trong mùa giải sau đó.

## Lịch sử

### Tiền nhiệm
Energie Cottbus có thể truy nguyên nguồn gốc của nó từ tiền nhiệm của FSV Glückauf Brieske-Senftenberg, một câu lạc bộ được thành lập bởi các thợ mỏ than vào năm 1919, nơi được gọi là thị trấn Marga. FV Grube Marga, khi câu lạc bộ được gọi, hoạt động cho đến năm 1924 khi những người khai thác rời khỏi để thành lập một đội mới gọi là SV Sturm Grube Marga, sau đó bị Đảng Quốc xã cấm vào năm 1933.